# Lauma Skride
Lauma Skride (* 1982 in Riga) ist eine lettische Pianistin.

## Leben
Lauma Skride stammt aus einer musikalischen Familie. Ihre Musikliebe stammt von der Großmutter, die ihr und ihren beiden älteren Schwestern das Singen beibrachte. Ihr Vater Arnolds Skride war Chordirigent, ihre Mutter Liga Skride ist Pianistin. Ihre ein Jahr ältere Schwester Baiba Skride ist Geigerin, ihre drei Jahre ältere Schwester Linda Bratschistin.
Mit fünf Jahren bekam Lauma ersten Klavierunterricht. Nach dem Studium an der Emīls-Dārziņš-Musikschule in Riga studierte sie bei Volker Banfield an der Hochschule für Musik und Theater in Hamburg.
Einem breiten Publikum wurde sie bekannt durch Auftritte als Duo mit ihrer Schwester Baiba, mit der sie auch im März 2007 ein Album mit Werken von Franz Schubert, Ludwig van Beethoven und Maurice Ravel veröffentlicht hat. Bereits im Januar 2007 erschien ihr Solo-Debütalbum mit Einspielungen von Fanny Mendelssohn-Hensel. Seitdem etabliert sie sich zunehmend auch als Solistin.
Sie debütierte 2009 unter anderem beim hr-Sinfonieorchester und ist seither bei Orchestern wie den Hamburger Symphonikern und den Nürnberger Philharmonikern zu Gast als auch bei internationalen Orchestern wie dem Gewandhausorchester Leipzig, Royal Stockholm Philharmonic Orchestra, Danish National Symphony Orchestra, Turku Philharmonic Orchestra, BBC National Symphony Orchestra of Wales, Royal Northern Sinfonia, Ulster Orchestra, Hungarian National Philharmonic Orchestra, der Dresdner Philharmonie, den Essener Philharmonikern, Bremer Philharmonikern, dem Philharmonischen Orchester Heidelberg und dem Orquesta Filarmónica de Gran Canaria. Zu den Dirigentinnen und Dirigenten, mit denen Lauma Skride arbeitet, gehören Pedro Halffter, Kristjan Järvi, Cornelius Meister, Andris Nelsons, Anu Tali, Muhai Tang, André de Ridder, Peter Ruzicka, John Storgårds, Yan Pascal Tortelier and Xian Zhang.
Lauma Skride ist seit 2008 Trägerin des Beethoven-Ringes und lebt mit ihrer Familie in Berlin.

## Diskografie
- 2007 Lauma Skride: Mendelssohn-Hensel – The Year
- 2007 Baiba & Lauma Skride: The Duo Sessions – Beethoven, Schubert, Ravel